# Bardejov
Bardejov és una ciutat al nord-est d'Eslovàquia. Està situat a Šariš a la Regió de Prešov, i té al voltant de 33.000 habitants, és la capital del districte de Bardejov. La ciutat forma part del Patrimoni de la Humanitat de la UNESCO des de l'any 2000.
La ciutat balneari, que s'esmenta per primera vegada el 1241, exhibeix nombrosos monuments intactes al centre de la ciutat medieval.

## Història
El territori de l'actual Bardejov ha atret colons des de l'Edat de Pedra. Les petjades dels assentaments humans a Bardejov es remunta al voltant de 20.000 AC No obstant això, la primera referència escrita de la ciutat es remunta a 1247, quan els monjos de Bardejov es varen queixar al rei Béla IV sobre una violació de les fronteres de la ciutat de Prešov, una ciutat veïna. Hi ha esment dels colons alemanys que venen de Prešov en aquests registres també.
El 1320, el rei Carles I d'Hongria va concedir als colons extensos privilegis a la ciutat i la ciutat va començar a créixer ràpidament. Els principals negocis eren el comerç, l'agricultura i l'artesania. Bardejov va ser un necessari centre del comerç per la seva ubicació al camí entre el mar Negre i el Mar Bàltic. El 1352, la ciutat se li va concedir el privilegi de crear una fira anual (jarmok) dedicada a Sant Egidi l'1 de setembre. L'escriptura esmenta una nova construcció de la ciutat de Bardejov amb una ordre del rei Lluís I per tal de fortificar-la. Es va completar l'anella defensiva en punts estratègics, amb tres portes a les principals rutes i baluards. El 1376, el rei Ladislau I d'Hongria va concedir a Bardejov l'estatus de Ciutat imperial lliure. Més de 50 gremis controlaven l'economia florent. Zigmund de Luxemburg va atorgar els privilegis d'emmagatzematge de la ciutat el 1402, pels béns portats aquí pels comerciants russos i polonesos. Els comerciants de Bardejov també són lliures de viatjar per tot el país fins i tot a Dalmàcia sense pagar impostos o impostos reals. Hi va haver una segona fase de la fortificació entre 1420 i 1474.
Al segle xv, Bardejov era un poble actiu amb un gran creixement econòmic. Hi havia aproximadament 500 cases i una població de 3000 habitants. La producció i venda de lli de la qual la ciutat tenia un monopoli superava qualsevol activitat. El 1455, el rei va concedir a la ciutat el privilegi de blanqueig i venda de lli. En aquest moment només Bratislava, Košice i Levoča van tenir major nombre d'artesans i gremis que Bardejov. A més del lli, el gremi dels teixidors existia des de 1423, el gremi de les modistes des del 1435, el gremi dels pelleters des del 1457, i del gremi dels terrissers des del 1485 (el primer gremi terrisser a Eslovàquia), hi va haver gremis com: serrallers, pescadors, carnissers, ferrallers, sabaters, drapaires, fabricants d'espases i molts altres. La ciutat va florir i va ser capaç d'adquirir 14 pobles mestres i les vinyes de la regió de Tokaj. Moltes estructures importants van ser construïdes, incloent el monestir i l'església de l'ordre dels Agustins. Un escorxador es va construir a la rodalia del monestir, així com els banys de la ciutat. També hi havia molins, cellers, serradores, de fàbrica de maó, casa de blanqueig, pressionant botiga, el magatzem de lli, la presó, cerveseria i altres. No obstant això, a finals del segle xv, la ciutat havia perdut el monopoli del lli i el comerç del lli es va deteriorar gradualment.

## Demografia
| Godina             | 1994   | 2004   | 2014   | 2024   |
| ------------------ | ------ | ------ | ------ | ------ |
| Nombre de persones | 32.800 | 33.400 | 33.060 | 29.788 |
| Diferència         |        | +1,82% | −1,01% | −9,89% |

| Godina             | 2023   | 2024   |
| ------------------ | ------ | ------ |
| Nombre de persones | 29.964 | 29.788 |
| Diferència         |        | −0,58% |

## Ciutats agermanades
- Kaštela, Croàcia